# Ignaz Schwarz (Mediziner)
Ignaz Schwarz (* 4. September 1795 in Fulda; † 15. Januar 1880 ebenda) war ein deutscher Arzt, Politiker und Schriftsteller.

## Mediziner
Ignaz Schwarz studierte nach den Angaben in seiner Marburger Matrikel zunächst in Würzburg und Wien, dann an der Universität Marburg Medizin; hier wurde er im Jahr 1819 mit der Arbeit De febre hydrocephalica infantum zum Dr. med. promoviert.  Er ließ sich daraufhin in seiner Vaterstadt Fulda nieder und gewann eine bedeutende Klientel. Auch als praktizierender Arzt trat er mit einer Reihe medizinwissenschaftlicher Texte hervor. In der Folge wurde er zum Kurfürstlich Hessischen Medizinalrat ernannt.

## Politiker und Schriftsteller
Schwarz war in der Vormärz-Zeit Abgeordneter für die Stadt Fulda in der nach den Unruhen des Jahres 1830 im Kurfürstentum Hessen im Jahr 1831 eingerichteten Ständeversammlung. — In Erinnerung geblieben ist Schwarz im Fuldaer Land aber vor allem als Sammler von Sagen, Verfasser von Erbauungsliteratur, mundartlichem Schrifttum und historischen Abhandlungen mit regionalem Bezug (u. a. zu Bonifatius).
Ignaz Schwarz ist in den gedruckten Mitgliederverzeichnissen der Freimaurerloge Marc Aurel zum flammenden Stern in Marburg vom Jahrgang 1819/1820 bis zum Verbot der Freimaurerei in Kurhessen 1824 als Doctor der Arzeikunde zu Fulda verzeichnet.